# Samariteranstalten

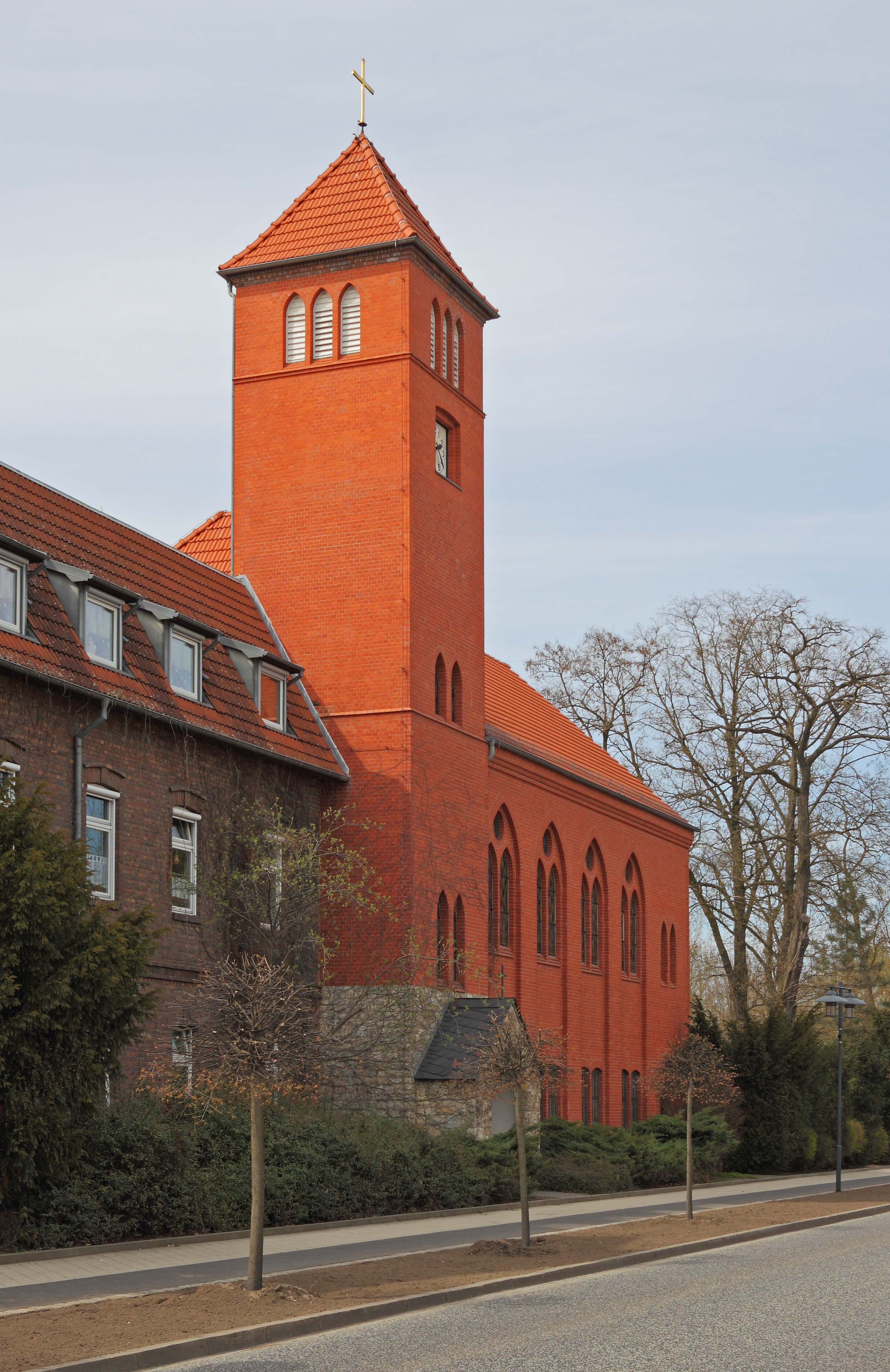
Kirche der Samariteranstalten

Die Samariteranstalten in Fürstenwalde/Spree sind eine soziale Einrichtung im Osten Brandenburgs.

## Geschichte
Die gemeinnützige Stiftung wurde 1892 mit dem Zweck der Übung der Barmherzigkeit an Unmündigen und Elenden aller Art ohne Unterschied der Konfession, ferner die Ausbildung von Arbeitern und Arbeiterinnen für den Barmherzigkeitsdienst gegründet.
Dazu betreibt die Stiftung Wohnstätten für Kinder, Jugendliche und erwachsene Menschen mit Behinderungen, eine Altenpflegeeinrichtung, Einrichtungen der beruflichen Rehabilitation für schwerstbehinderte Menschen, ambulantes betreutes Wohnen für Menschen mit geistigen Behinderungen, Förderschulen für Kinder und Jugendliche mit geistigen und körperlichen Behinderungen, berufliche Schulen für Sozialwesen, ein Diakonissen-Mutterhaus und eine Kindertagesstätte.

## Persönlichkeiten
- Hans-Christian Petzoldt, ehemaliger Schulleiter und ehemaliges Vorstandsmitglied